# 美國海軍船艦命名常規
美國海軍船艦命名常規（英語：United States Ship Naming Conventions），是美國海軍對旗下各種艦艇的命名指引。
美國海軍在1794年創立初期並無特定的命名指引。隨著美國海軍制度日趨成熟，美國國會於1819年立法，正式確認美國海軍部長擁有命名船艦的決定權力。不過海軍部長在命名船艦時，必須考慮軍種內部、美國總統以及美國國會三方面的意見或者指令。此外，各界人士在同一艦級應否採用相同的命名規則、軍艦應否以在世人物為名、退役軍艦的艦名應由何等軍艦繼承、舊有的命名常規如何繼續使用等等問題，往往持有不同意見。這些因素，使到美國海軍軍艦的命名常規不斷出現變動，而且也經常出現例外命名。

## 早期船艦的命名慣例

美國海軍部長徽章。海軍部長自1819年起，便獲得美國國會正式授權，為所有海軍艦艇命名。不過，美國總統的指令、軍種內外的壓力、以及國會議員的意見，都會對軍艦命名有所影響。

1775年4月，美國獨立戰爭隨著列星頓和康科德戰役爆發而開始。當時美國尚未獨立，只有大陸議會擔當北美十三州的合眾立法機關。同年10月13日，大陸議會決議成立「大陸海軍」（Continental Navy），將各州的私掠船隊稍為整編，又以大陸議會名議出資建造軍艦，以抵抗英國皇家海軍。
當時大陸海軍收編的船艦，既沒有特定的命名系統，也沒有對命名者的身份有所規範。比如大陸軍總司令喬治·華盛頓，便在1775年8月以個人名義向約翰·葛雷佛購入一艘雙桅縱帆船。葛雷佛是麻薩諸塞州馬波黑的民兵領袖，而這艘帆船則以葛雷佛的妻子漢娜（Hannah）為名。至於以大陸議會名義建造的軍艦，不少更與英國有直接關係。比如大陸議會第一艘出資購買的軍艦阿佛列號，便以英格蘭歷史中建立第一支海軍的阿佛列大帝為名。
美國獨立戰爭在1783年巴黎條約簽署後正式結束。當時大陸海軍絕大部分的軍艦，已經在戰爭中遭英國皇家海軍摧毀。由於各州對建立聯邦軍隊一事非常抗拒，再加上債台高築，結果殘餘的軍艦全數被拍賣出售。後來，美國商船因失去英國外交條約保護，而遭到巴巴里海盜連年劫掠，美國眾議院才在1794年以46對44票通過成立美國海軍的議案，並出資建造原始六艘護衛艦。這道議案再經修改後，最終成為1794年海軍法案，並在3月10日於眾議院以50對39票通過，再於3月19日經美國參議院通過，最後在3月27日被華盛頓總統簽署生效。
縱然如此，美國海軍軍艦的命名權責要到1819年，才獲得國會立法正式確認。1819年3月3日，美國國會通過一項法案，授權海軍部長根據美國總統的指引、現行的法律、以及海軍的傳統，為所有軍艦命名。海軍部長自此獲得命名船艦的權力，並一直維持至今。大體而言，海軍部長在艦船命名有最終決定權，有權為海軍各個艦種制訂命名規則，並且通常會在船艦訂購至下水期間公佈新艦艦名。不過，美國總統的「指引」對船艦命名可以有決定性影響；其他軍官、組織以至國會各黨各派的議員，也會向海軍部長提議各種艦名或命名方法，並時常會向部長施壓。

## 命名的指引與彈性：教條派及改良派的命名觀念
美國海軍雖然有明文的命名常規，但在執行上卻有頗多彈性。這與美國國內的兩種軍艦命名觀念有直接關係。傾向教條派的一方，認為每個艦級的軍艦必須依據已有的指引命名，以保持前後一致，從而有效延續海軍傳統。比如美國海軍的戰列艦，便幾乎全數使用美國州分為名。至於傾向改良派者，則強調彈性命名，認為軍艦命名必須適應時局，才可有效延續海軍傳統，故此同一艦級的軍艦也可以採用常規以外的命名方法。又如美國海軍的戰列艦，便有奇爾沙治號戰艦使用州分以外的名字為名。

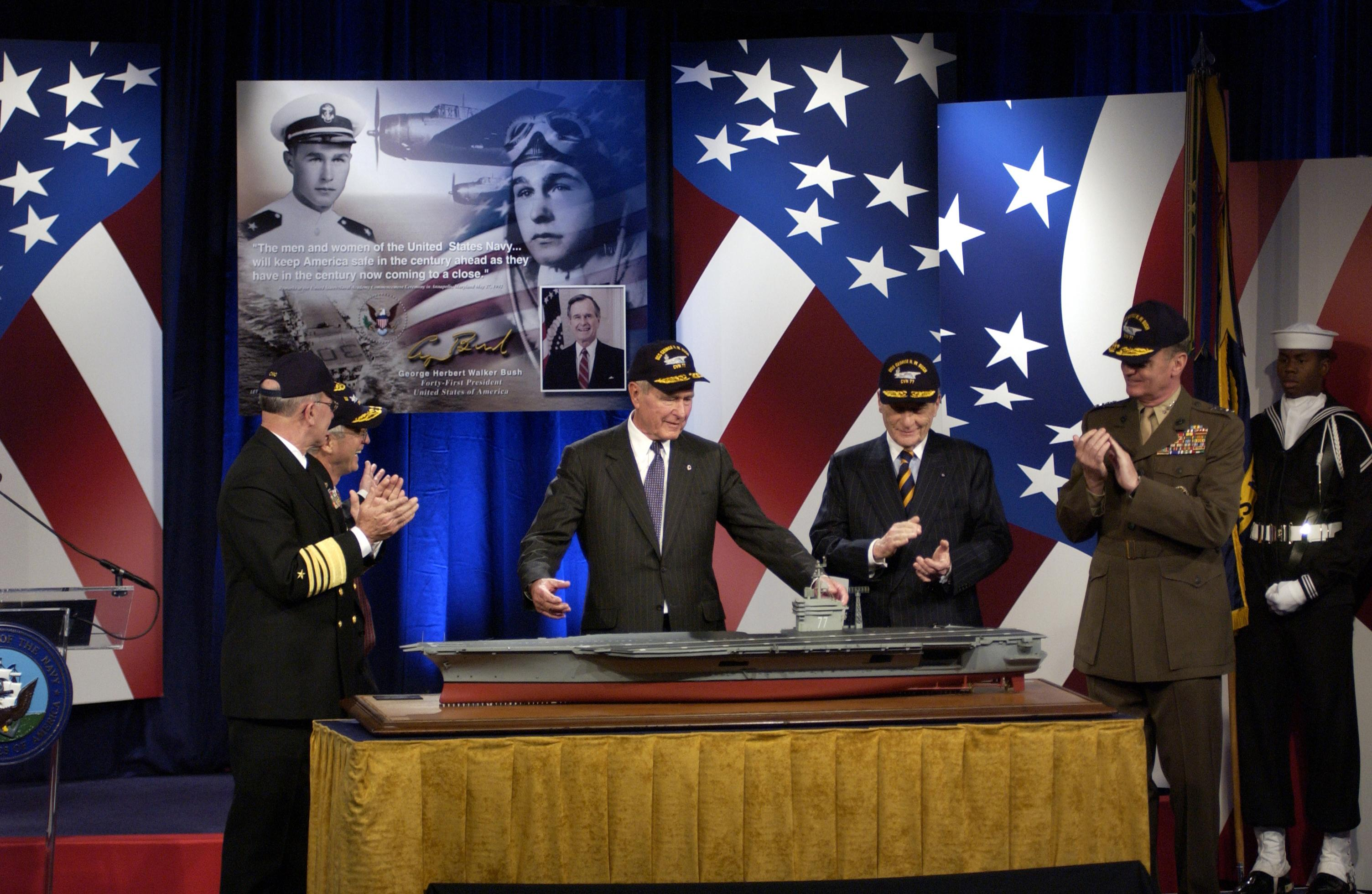
2002年12月9日，美國海軍部長戈登·英格蘭在CVN-77的命名典禮正式宣佈，第10艘尼米茲級航空母艦將以美國前總統「喬治·H·W·布殊」為名。布殊本人出席了命名儀式，並為該艦的模型揭幕。

事實上，美國海軍在1794年成立之時，已經沒有視命名常規為不可抗逆的指引。海軍原始的六艘護衛艦，起初只有A、B、C、D、E及F的稱號。後來美國戰爭部長蒂莫西·皮克林草擬一項簡略指引，建議六艘護衛艦以「美國憲法的要義或象徵」為名，並且獲得美國總統華盛頓同意。華盛頓親自從戰爭部提供的名字中選取了五個，分別為美國號（United States）、星座號（Constellation，喻意星條旗上各州組成的「星座」）、憲法號（Constitution）、國會號（Congress）及總統號（President）。
若果按照教條派的觀點，第六艘護衛艦的命名理應與「美國憲法的要義或象徵」相關。不過，由於美國海軍經費不足，各艘護衛艦的建造進度緩慢，而D艦更一直沒有命名。1798年，美國海軍部正式成立，而首任美國海軍部長本傑明·斯托德特卻在1799年宣佈，把D艦命名為切薩皮克號（Chesapeake）。由於文獻不足，斯托德特為何將D艦以切薩皮克灣為名已無從得知，但切薩皮克灣卻顯然與「美國憲法的要義或象徵」完全無關。此舉無意中為美國海軍的彈性命名方法立下先例。

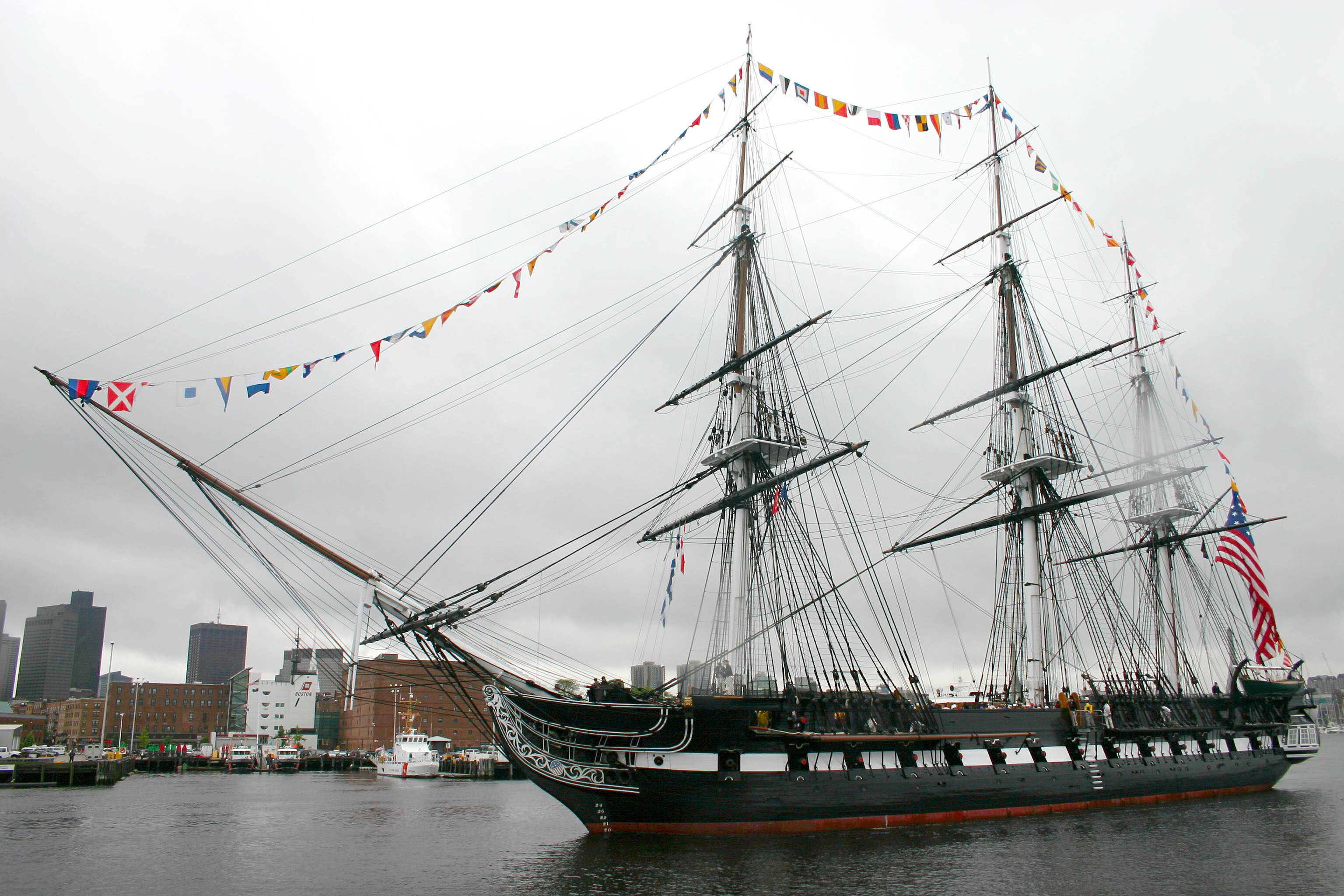
憲法號護衛艦預備啟航（2006年）。憲法號是美國海軍在1794年創軍時建造的原始六艘護衛艦之一，並根據「美國憲法的要義或象徵」命名。
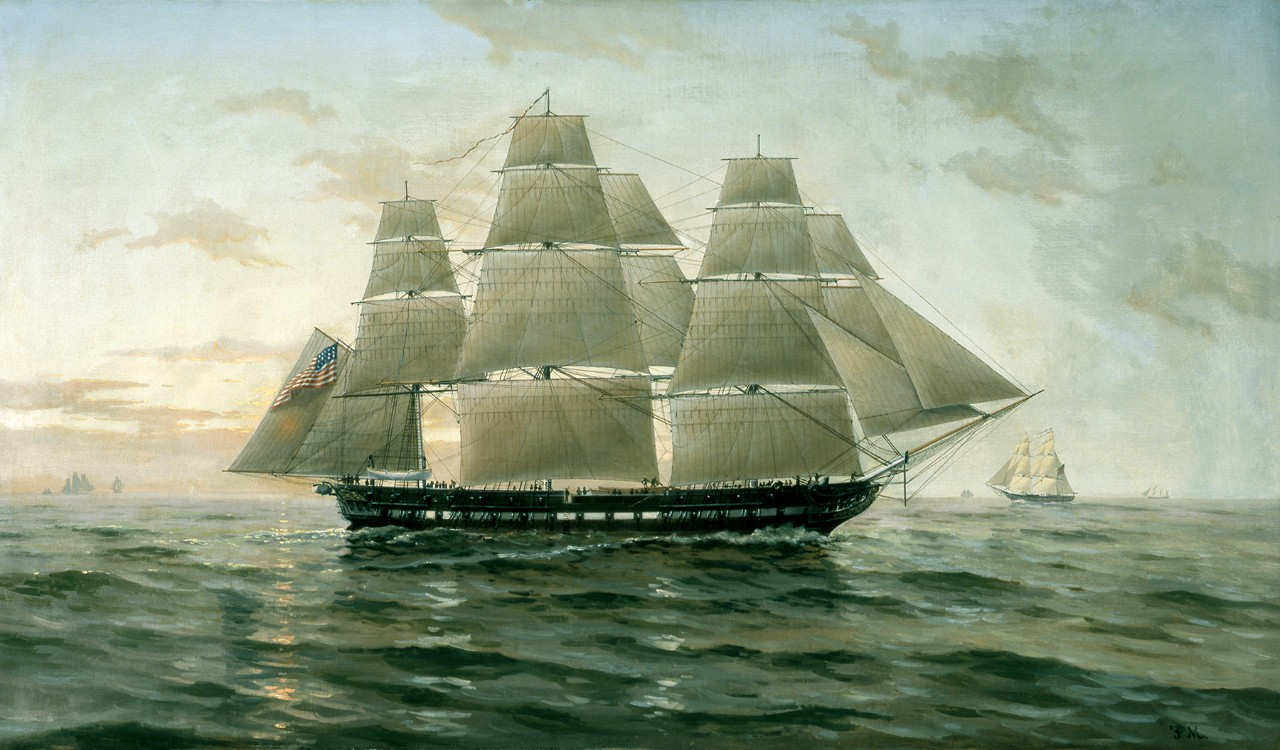
切薩皮克號護衛艦油畫像。切薩皮克號同樣是原始六艘護衛艦之一，卻因故而延遲命名。最後海軍部長將之命名為「切薩皮克」，而沒有跟從命名指引。

## 「命名傳統」的彈性處理
「州分命名法」及「人物命名法」，自美國海軍創立便開始使用。這兩種命名方法在美國海軍史上的演變，可反映美國軍艦如何受教條派及改良派的觀點共同影響，從而出現各種形式的命名處理。

### 州分命名法
早在美國獨立戰爭時期，大陸海軍已曾使用美國州分命名船艦，例子有特拉華號及維珍尼亞號。由於美國州份的地位崇高，19世紀的多艘重型軍艦亦以美國州份為名。比如美國海軍在19世紀建造的14艘風帆戰列艦，就有8艘以州份為名，包括賓夕法尼亞號、特拉華號、佛蒙特號、新罕布夏號、維珍尼亞號、紐約號、俄亥俄號及北卡羅萊納號。
不過，「州分命名法」要到19世紀末及20世紀初，才被用作單一艦種的命名常規。事緣西奧多·羅斯福在1897年至1898年出任海軍副部長期間，大力推動擴建海軍。起初，老羅斯福在艦隻命名上明顯傾向改良派的觀點：他特別推崇使用戰役及戰爭英雄的名字去命名軍艦，以爭取國會議員支持，卻沒有為各個艦級設下特定命名指引。後來老羅斯福在1901年就任美國總統後，卻傾向了教條派一方：他支持國會立法，將新建造的戰列艦全部以美國州分為名，以向全國宣揚擴建海軍之必要；為免命名不均，他還特別命令海軍部長必須將中部及西岸的州分納入考慮。這使到美國海軍的戰列艦除了奇爾沙治號之外，全部以美國州分為名；而諸如明尼蘇達號戰艦、北達科他號戰艦及猶他號戰艦等等，也刻意採用了中西部州分的名字。
20世紀上半葉，美國海軍一直追隨老羅斯福建立的傳統，使用州分命名戰列艦。然而這個命名傳統卻在冷戰遇上挑戰。第二次世界大戰結束後，航空母艦、潛艇、導彈巡洋艦及驅逐艦逐漸成為艦隊核心，各國海軍都停止建造戰列艦。這使美國海軍開始沒有軍艦繼承州分艦名。到1968年越戰時期，全美國只有新澤西號戰艦仍然在役，而且還預計即將退役。當時類似情況也在補給艦及直升機登陸艦出現，使大量美國城市及河川失去命名機會。為免這些命名傳統自此消失，美國海軍軍令部長湯瑪士·摩爾在1969年命令副部長召開委員會（即Riera Panel，里拉委員會），重新為各個艦級制訂命名準則。
當時里拉委員會為延續「州分命名法」的傳統，決定更改原有的命名常規，並開始挑選合適艦種繼承艦名。經過一番爭論，海軍部長保羅·伊納爵採納摩爾的建議，由核動力導彈驅逐艦繼承五十州的艦名。不過，核動力導彈驅逐艦很快亦無以為繼。受到經費所限，海軍最終只建造了6艘核動力導彈驅逐艦（2艘加利福尼亞級及4艘維珍尼亞級，不久被重分類為核動力導彈巡洋艦），其他的建造計劃全數取消。這使海軍部長必須再次另擇軍艦，並無可避免地將「州分命名法」同時應用到多種軍艦。
1975年，時任海軍部長約翰·威廉·米登道夫決定以彈道導彈核潛艇（SSBN）繼承州名。俄亥俄級核潛艇是最早應用這套命名規則的彈道導彈核潛艇，只有舷號SSBN-730的俄亥俄級潛艇採用了「人物命名法」，命名為亨利·M·傑克遜號。隨著冷戰結束，「州分命名法」逐步成為所有新造潛艇的命名指引，特別是維珍尼亞級核潛艇。不過，舷號SSN-785的維珍尼亞級卻又出現例外，以退休參議員約翰·溫納為名。溫納是李察·尼克遜任內的海軍部長。

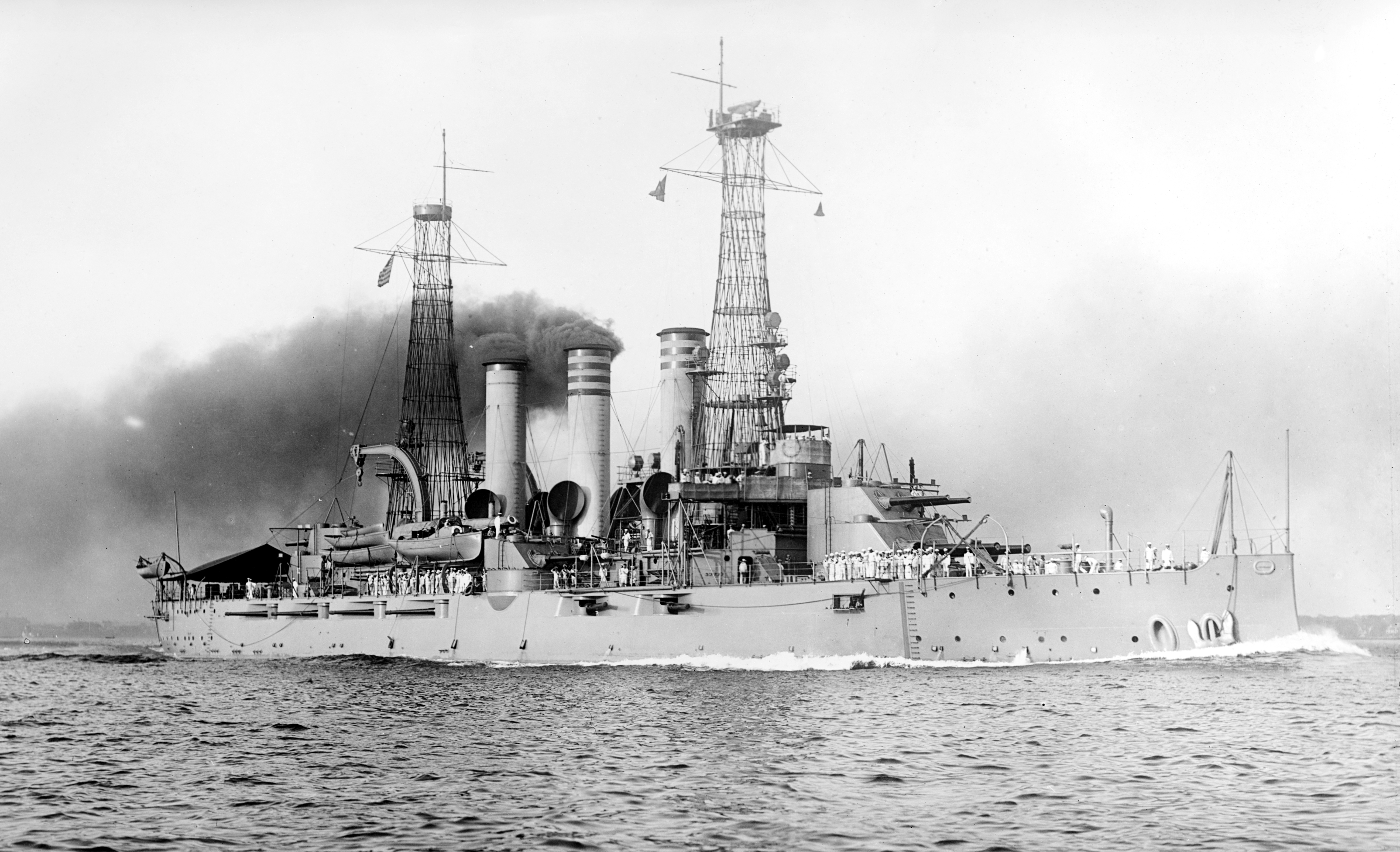
維珍尼亞號戰艦（BB-13）是第五艘以維珍尼亞州為名的美國海軍軍艦。在老羅斯福總統當政期間，美國大規模增建戰列艦，而羅斯福本人更一手促成戰列艦使用「美國州分」命名。
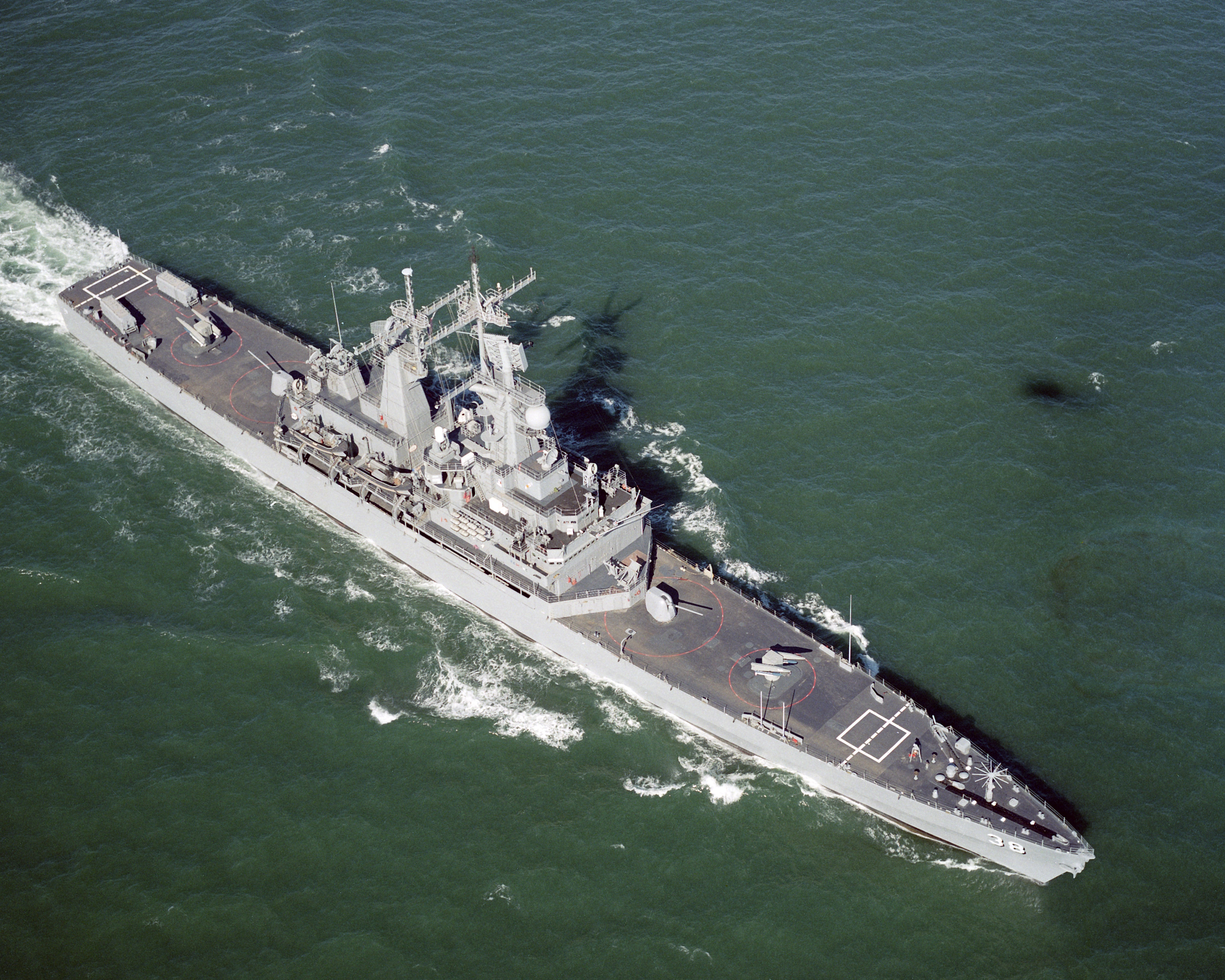
維珍尼亞號核動力導彈巡洋艦（英语：USS Virginia (CGN-38)）（CGN-38）是第九艘以維珍尼亞州為名的美國軍艦，原分類為核動力導彈驅逐艦。由於美國在第二次世界大戰後停建戰列艦，令到「州分命名法」在1960年代中面臨絕跡。最終，海軍決定由核動力導彈驅逐艦使用州分命名。
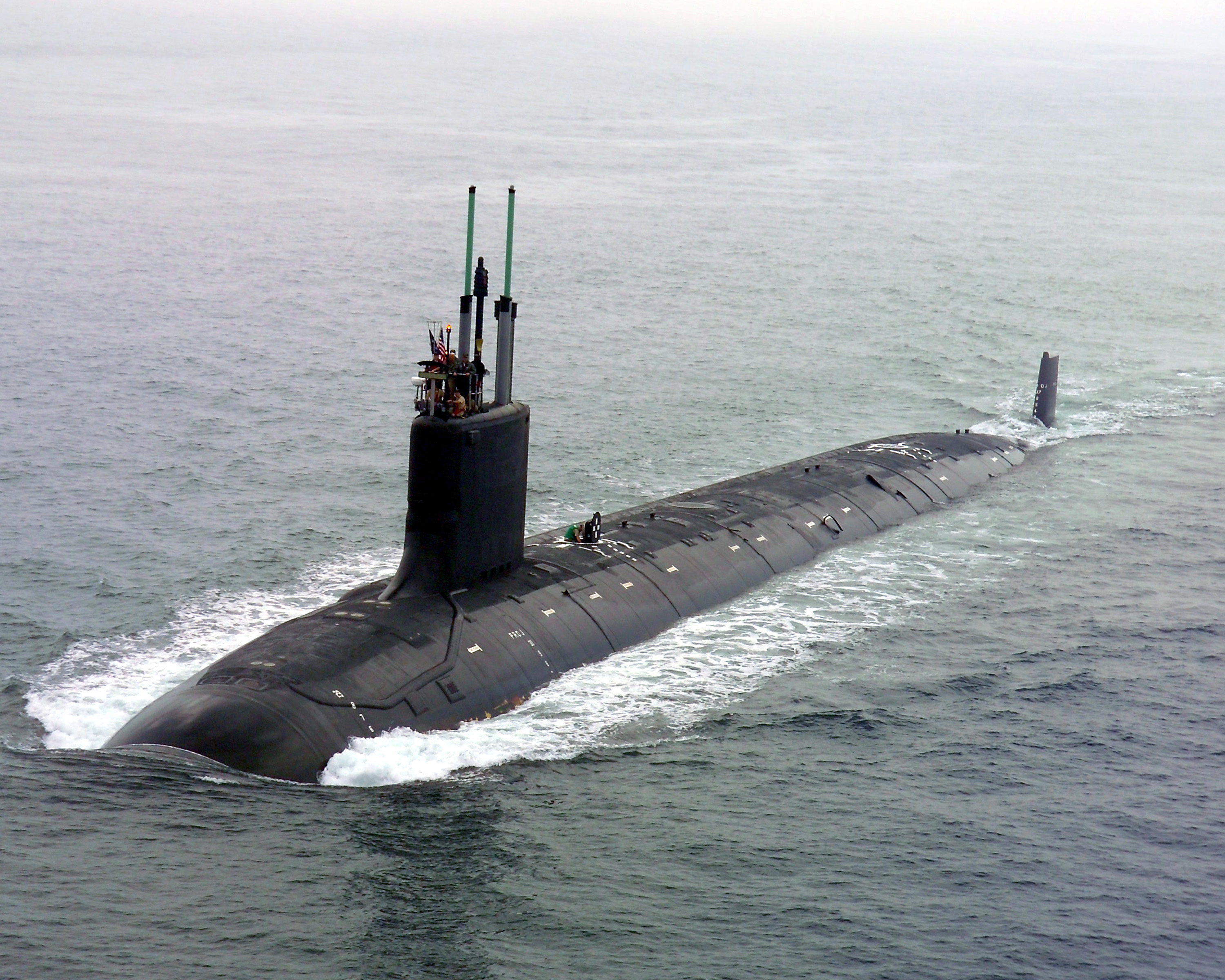
維珍尼亞號核潛艇（英语：USS Virginia (SSN-774)）是第十艘以維珍尼亞州為名的美國軍艦。由於核動力導彈驅逐艦及巡洋艦的建造計劃觸礁，海軍在1970年代再次為「州分命名法」另覓軍艦。海軍最終選擇了核子攻擊潛艇使用「美國州分」為名。

### 人物命名法
「人物命名法」在世界各地的船艦都有出現。就美國海軍而言，人物命名的爭議，主要在於人物的選擇，以及採用「生者命名」抑或「死者命名」。
美國立國初期，船艦經常都以在世的人物為名。比如華盛頓在世期間，就先後最少有5艘軍艦名為華盛頓號或喬治·華盛頓號。不過到1812年戰爭時期，新一代的海軍戰爭英雄開始湧現，令到海軍逐步轉為選用已經過世的政要或軍官命名艦隻。自1814年的傑佛遜號武裝帆船下水，海軍就再沒有使用「生者命名」。隨後，一道不成文規條開始成形：只有已經過世的人物，方能夠用作命名海軍的軍艦。
海軍的「死者命名」習慣，在接著150年只有一次例外。1900年，美國海軍從平民設計師約翰·荷蘭購入「荷蘭六號」（Holland VI）潛艇，使之成為海軍第一艘投入現役的潛艇。出於答謝荷蘭，海軍部長約翰·隆決定將這艘軍艦命名為荷蘭號。巧合的是，荷蘭在1901年又為英國皇家海軍建造潛艇，使之成為英國第一艘現役潛艇，而皇家海軍也將該艘潛艇以荷蘭為名，稱為荷蘭一號。
第二次世界大戰期間，「死者為名」的習慣正式列為明文條例。當時「人物命名法」被廣泛應用到大量建造的驅逐艦，而1942年的驅逐艦的命名條文則如此說明：
|  | （美國海軍驅逐艦將優先以）陣亡的美國海軍、美國海軍陸戰隊或美國海岸防衛隊的軍官及士兵為名──這些軍兵必須對國家有卓越貢獻，以至超越了職責範疇對該人的要求。其他可考慮的命名包括前海軍部長及副部長、與海軍密切合作的國會議員、以及發明家。 Deceased American Naval, Marine Corps, and Coast Guard Officers and enlisted men who have rendered distinguished service to the country above and beyond the call of duty; former Secretaries and Assistant Secretaries of the Navy; members of Congress who have been closely identified with Naval affairs; and inventors. |

由於「超越職責範疇的要求」正正是榮譽勳章的頒發準則，所以驅逐艦將優先以追授榮譽勳章的海軍、陸戰隊及海岸防衛隊軍兵為名。這項要求在第二次世界大戰結束後被刪去。
1969年，里拉委員會召開。當時委員會不但處理了州分命名法的傳承問題，還修改了人物命名法的條文，刪去了「與海軍密切合作的國會議員」一段。然而，這次修改卻意外地引致「生者命名」的重生。由於海軍不能把有恩於海軍的國會議員棄之不顧，結果在里拉委員會召開後僅僅兩年（1971年），海軍部長約翰·查菲宣佈將會用4名已經過世的國會議員，去命名4艘核潛艇（舷號SSN-680、SSN-685、SSN-686及SSN-687）。諷刺的是，這次命名雖然暫時延續了命名國會議員的傳統，卻同時摒棄了潛艇以海洋生物為名的習慣。
正當使用國會議員命名軍艦的討論持續之際，舷號CVN-70的核動力航空母艦正式下訂建造，隨即成為各方各派的爭奪目標。當時眾議院最少三次提出議案，要求將該艘航空母艦命名為卡爾·文森。文森本人對美國海軍的貢獻甚大，他在戰前出任海軍委員會的主席，一手推動了小羅斯福任內的多項造艦法案，其中1940年的兩洋海軍法案的通過，更為他贏得「兩洋海軍之父」的稱號。這些法案不但令美國海軍獲得資金更換老舊艦隻，令海軍有能力應付即將爆發的太平洋戰爭，更使到美國海軍的規模在戰後名列全球第一。戰後文森仍持續關注海軍的發展，對海軍在冷戰時期的現代化亦有一定功勞。不過，文森在1972年仍然在生，與「死者命名」的傳統並不相符；批評者也指責文森在美國民權運動中取態保守，就算對國家有重要貢獻，也尚未足以與上一位獲得「生者命名」的人物湯瑪斯·傑佛遜攀比。
經過多番考慮，海軍部長約翰·溫納決定向總統尼克遜徵詢意見，交由總統決定。1974年1月18日，尼克遜親自宣佈CVN-70將命名為卡爾文森號，美國海軍長達160年的「死者命名」傳統就此打破。自卡爾文森號以後，美國海軍愈來愈多軍艦採用「生者命名」，著名的例子有阿利·伯克號驅逐艦及約翰·C·史坦尼斯號航空母艦（約翰·C·史坦尼斯有現代美國海軍之父之稱，但在民權運動的取態同樣受到批評）。
不過，海軍在選擇人物時所受到的壓力也與日俱增。二戰結束後，航空母艦已經成為海軍的權威象徵，以致其命名常規被更改為「個別考慮」。自甘迺迪號航空母艦開始，愈來愈多航空母艦以美國前總統為名，政治爭議也隨之而來。1996年，比爾·克林頓總統所屬的民主黨失去眾議院控制權。當時共和黨議員要求克林頓將舷號CVN-76的航空母艦命名為「朗奴·列根」，以紀念這位仍然在生的共和黨前總統。不過，美國總統一般只會提名自己黨籍的人選命名航空母艦，此舉無疑令到克林頓非常尷尬。
為解決困局，海軍部長約翰·道頓提出一個折衷方案，並獲得總統接納：克林頓將把CVN-76命名為「朗奴·列根」，換取CVN-75更名為「哈利·S·杜魯門」（民主黨籍前總統）。然而，此舉雖然平衡了兩黨利益，卻令到美利堅號航空母艦（USS America，CV-66）的老兵極為反感。CVN-75早在1989年共和黨執政期間，已在美利堅號的老兵爭取下而命名為「美國號」（United States）；但杜魯門卻恰好是上一艘「美國號」停建的「元兇」：杜魯門在二次大戰後傾向由美國空軍負責核子打擊，其國防部長路易斯·阿瑟·约翰逊在1949年突然取消美國號航空母艦（CVA-58）的建造計劃，引發海軍部長辭職抗議，是為「海軍上將起義」事件（Revolt of the Admirals）。「美利堅號」最終改為使用到2009年動工建造的LHA-6兩棲突擊艦。

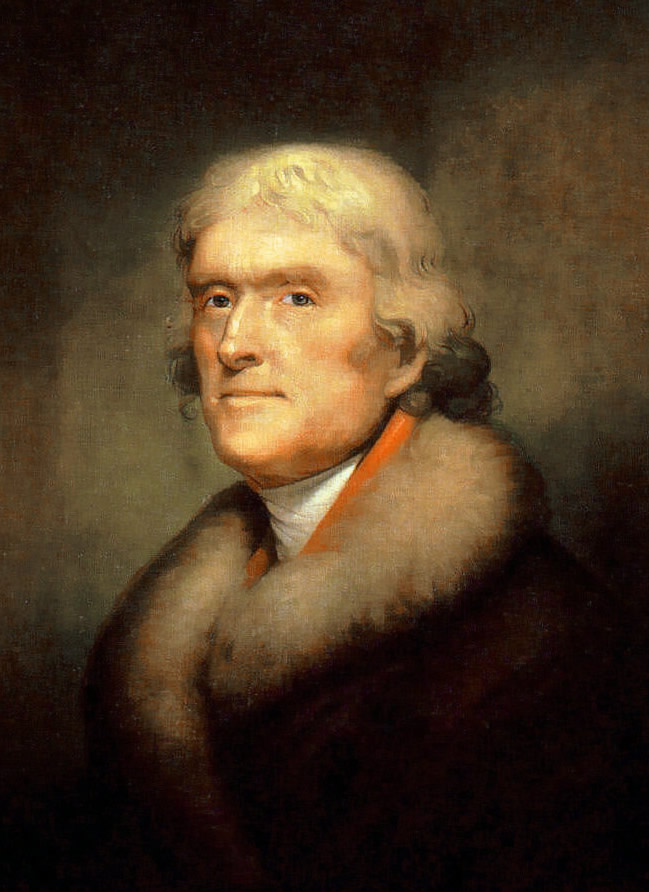
湯瑪斯·傑佛遜畫像。傑佛遜是美國在19世紀最後一個在世獲得軍艦冠名紀念的人物。自1814年後，「死者命名」成為海軍的不成文規定。
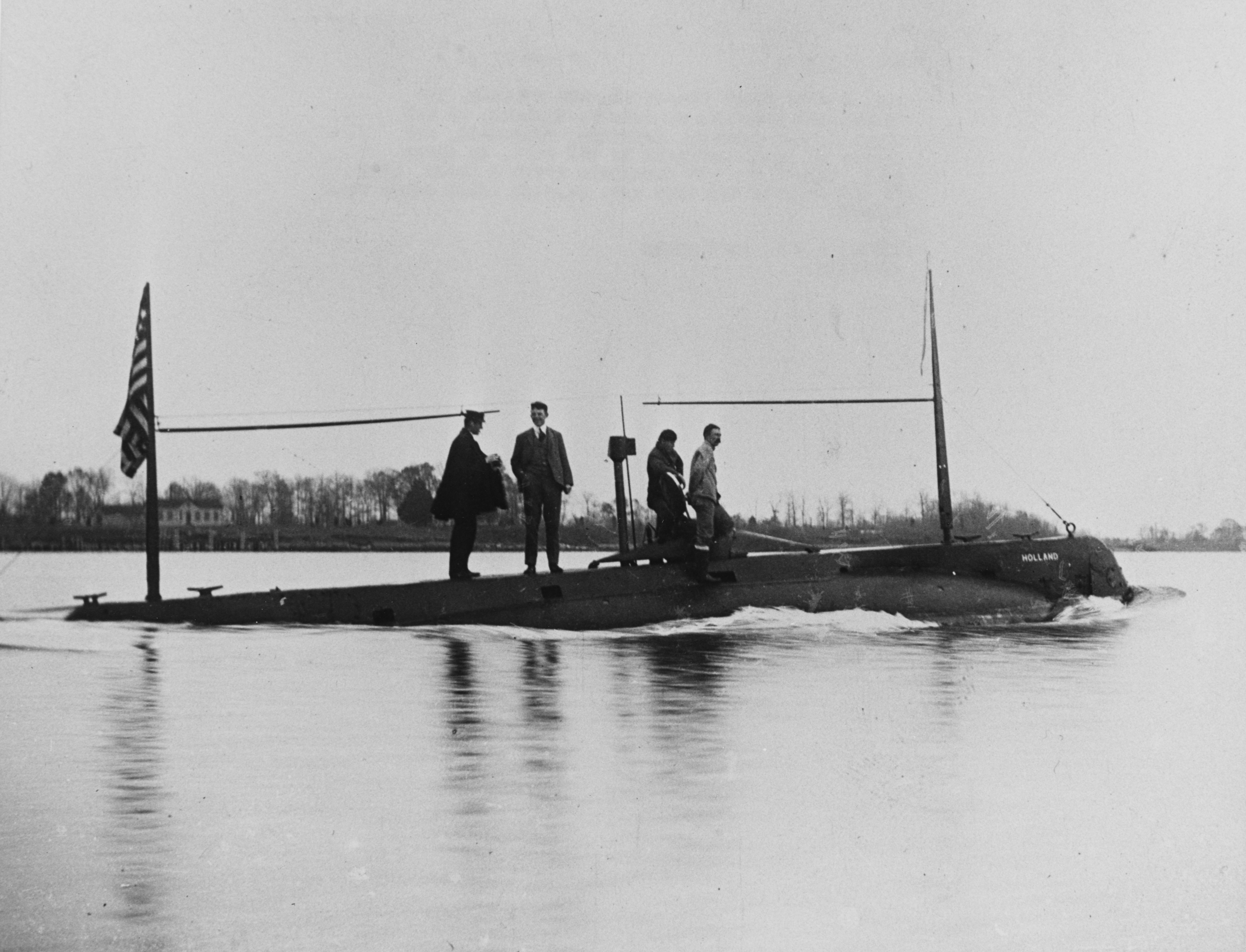
美國海軍在1900年從平民設計師約翰·荷蘭（英语：John Philip Holland）購入了荷蘭號潛艇（英语：USS Holland (SS-1)），使之成為海軍第一艘現役潛艇。為答謝荷蘭，海軍部長保留了「荷蘭」的艦名，使之成為1814年後第一艘以「生者命名」的軍艦。不過嚴格而言，荷蘭號的命名者並非美國海軍，而是荷蘭本人。
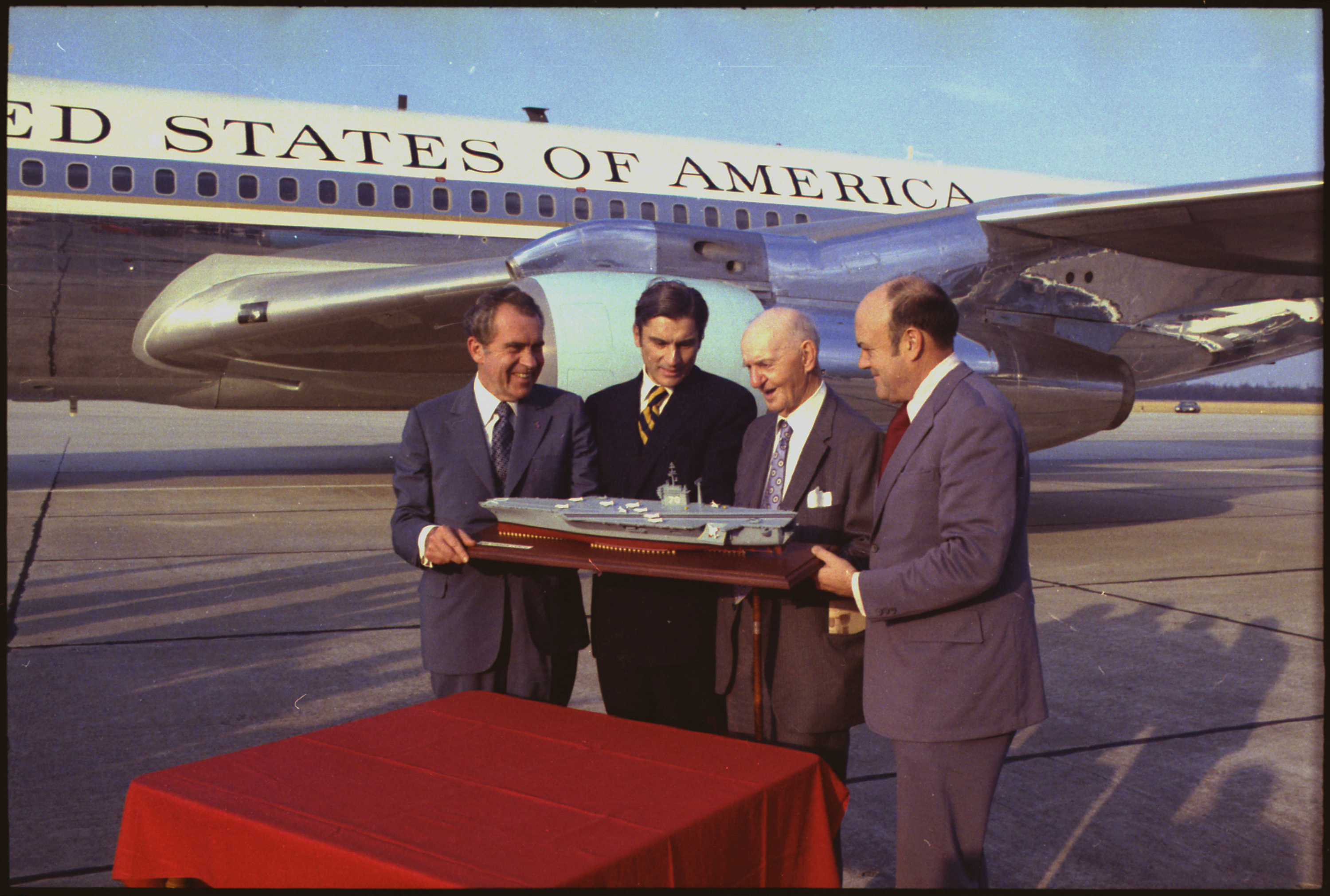
1973年11月18日，美國總統李察·尼克遜、海軍部長約翰·溫納（英语：John Warner）、退休國會議員卡爾·文森及國防部長馬爾文·萊爾德（英语：Melvin R. Laird），一同捧起CVN-70航空母艦的模型。翌年1月18日，尼克遜宣佈CVN-70將命名為「卡爾·文森」。這是美國海軍自1814年以來首次主動以在世者命名軍艦，並且開創先例。此後，海軍愈來愈多軍艦使用「生者命名」。

## 現役主要軍艦的命名常規（2021年版本）

### 巡洋艦：「歷史上的美國名艦或重要戰役」

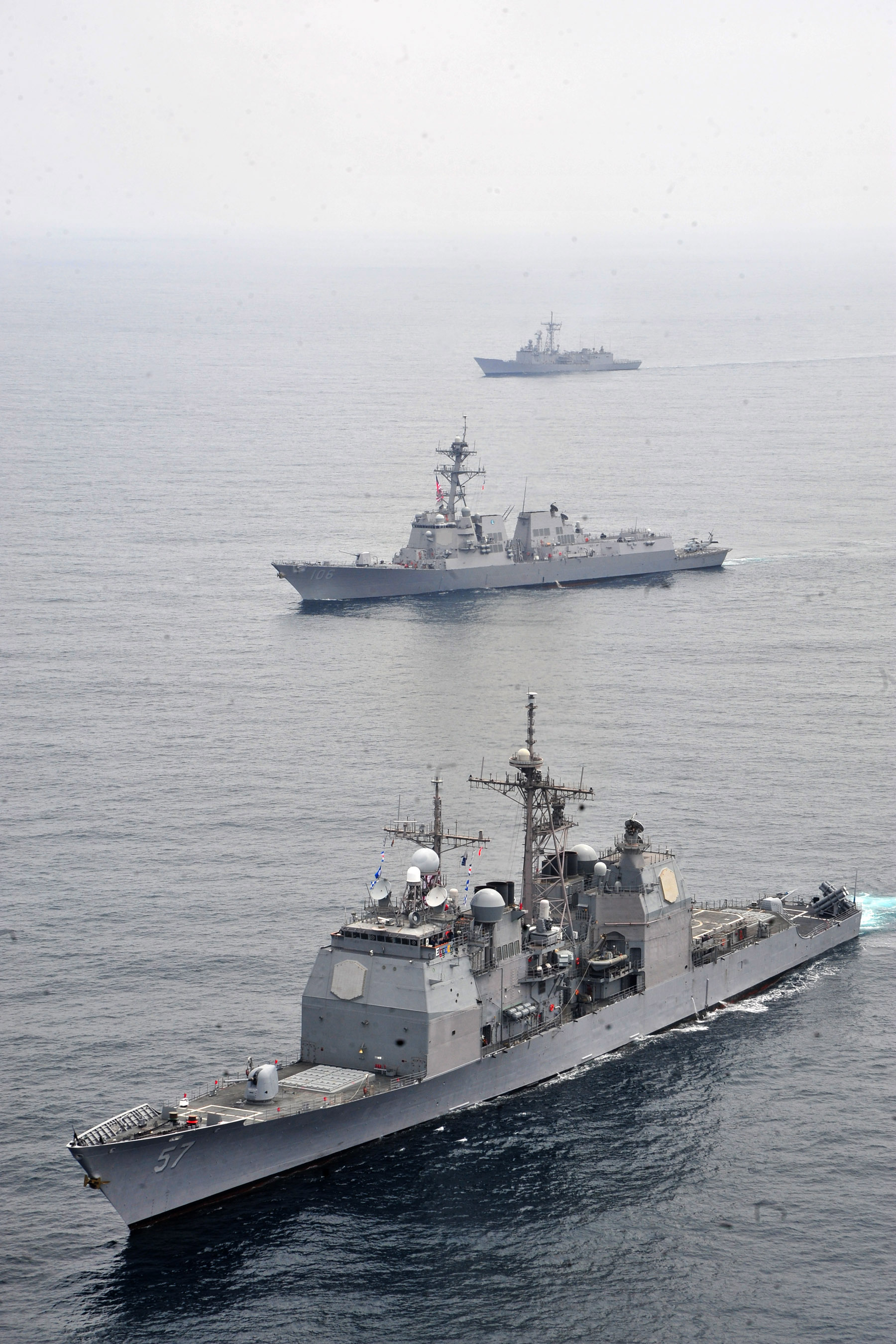
2010年9月1日，尚普蘭湖號導彈巡洋艦（下方）、 史托戴爾號驅逐艦（中）及倫茲號巡防艦（USS Rentz FFG-46）正一同航行。尚普蘭湖號巡洋艦根據「歷史上的美國名艦或重要戰役」命名，紀念尚普蘭湖戰役及尚普蘭湖號航空母艦；至於史托戴爾號驅逐艦及倫茲號巡防艦，都根據「去世的海軍、陸戰隊或海岸防衛隊軍兵，以及海軍部長」規則命名。史托戴爾號是紀念海軍中將詹姆斯·史托戴爾，而倫茲號則是紀念二戰陣亡軍官喬治·S·倫茲。

美國巡洋艦的歷史可追溯至19世紀末的裝甲巡洋艦。起初，美國巡洋艦沒有特定的命名規限。不過自1894年聖路易斯號輔助巡洋艦起，海軍便開始使用「美國城市」命名巡洋艦，逐漸成為慣例。1916年列星頓級戰列巡洋艦興建之時，海軍曾為戰列巡洋艦設立新的命名常規，指6艘戰列巡洋艦會以「歷史上的美國軍艦或重要戰役」為名。不過，這批戰列巡洋艦尚未完工，便因第一次世界大戰結束而停建。由於當中兩艘戰列巡洋艦被改建為航空母艦（列星頓級航空母艦），這個命名法也隨之移植到後續建造的航空母艦。
第二次世界大戰期間，巡洋艦的命名常規有所增訂，在「美國城市」之外增加「地方首府及各個島嶼」，而大型巡洋艦（舷號CB）則單一採用「島嶼地區」。縱觀二次大戰，海軍只有坎培拉號重巡洋艦沒有跟從這項常規：該艦是要紀念在1942年薩沃島海戰沉沒的澳洲皇家海軍同名的重巡洋艦。
二戰結束後，海軍的巡洋艦建造數量大減，而命名常規也隨之縮短為「美國城市」。在1945年後的三十年，海軍只建造了兩艘巡洋艦：諾福克號及長堤號。前者在建成前被重編為驅逐領艦（Destroyer Leader），後者則是第一艘核動力水面軍艦。兩艦的名字與「美國城市」的常規一致。
直到1969年，里拉委員會取消巡洋艦的「城市命名法」，一度改為跟從核動力導彈驅逐艦，使用「州分命名法」。後來核動力導彈驅逐艦建造計劃取消，「州分命名法」改由核動力彈道潛艇使用；但新建的常規動力導彈驅逐艦，又陸續重編為巡洋艦。這使海軍需要重新決定巡洋艦的命法常規。終於，海軍在1981年決定巡洋艦將使用「歷史上的美國名艦或重要戰役」為名，並沿用至今。此舉使到絕大部分的提康德羅加級導彈巡洋艦均採用了這種命名方法，又同時繼承了多艘艾塞克斯級航空母艦的艦名。惟一例外的是舷號CG-51的蓋茨號導彈巡洋艦，採用了前國防部長湯馬士·S·蓋茨的名字。

### 驅逐艦、護衞驅逐艦及巡防艦：「人物命名法」
美國海軍雖然早在19世紀末已開始建造驅逐艦，但其命名常規卻較其他主力艦艇穩定。這些驅逐艦一直以陣亡的美國海軍、美國海軍陸戰隊或美國海岸防衛隊的軍官及士兵為主要命名，但偶爾亦有特例出現，包括國會議員及發明家等等。二次大戰期間，驅逐艦的命名被編成明文條例，訂明除了陣亡的美國海軍、陸戰隊或海岸防衛隊軍兵之外，還可以考慮海軍部長、副部長、與海軍密切合作的國會議員、及發明家等等人物。
同樣在二戰時期，海軍出於職能需要，而另行設立了護衞驅逐艦（Destroyer Escort）。這些護衞驅逐艦大致上跟隨驅逐艦的命名方法，只是刪掉了「海軍部長、副部長」等等細項。1970年代，護衞驅逐艦陸續被重編為巡防艦，但命名方式亦未有更動。按照2012年海軍命名常規，導彈驅逐艦及巡防艦以「去世的海軍、陸戰隊或海岸防衛隊軍兵，以及海軍部長」為名。

### 航空母艦：「個別考慮」

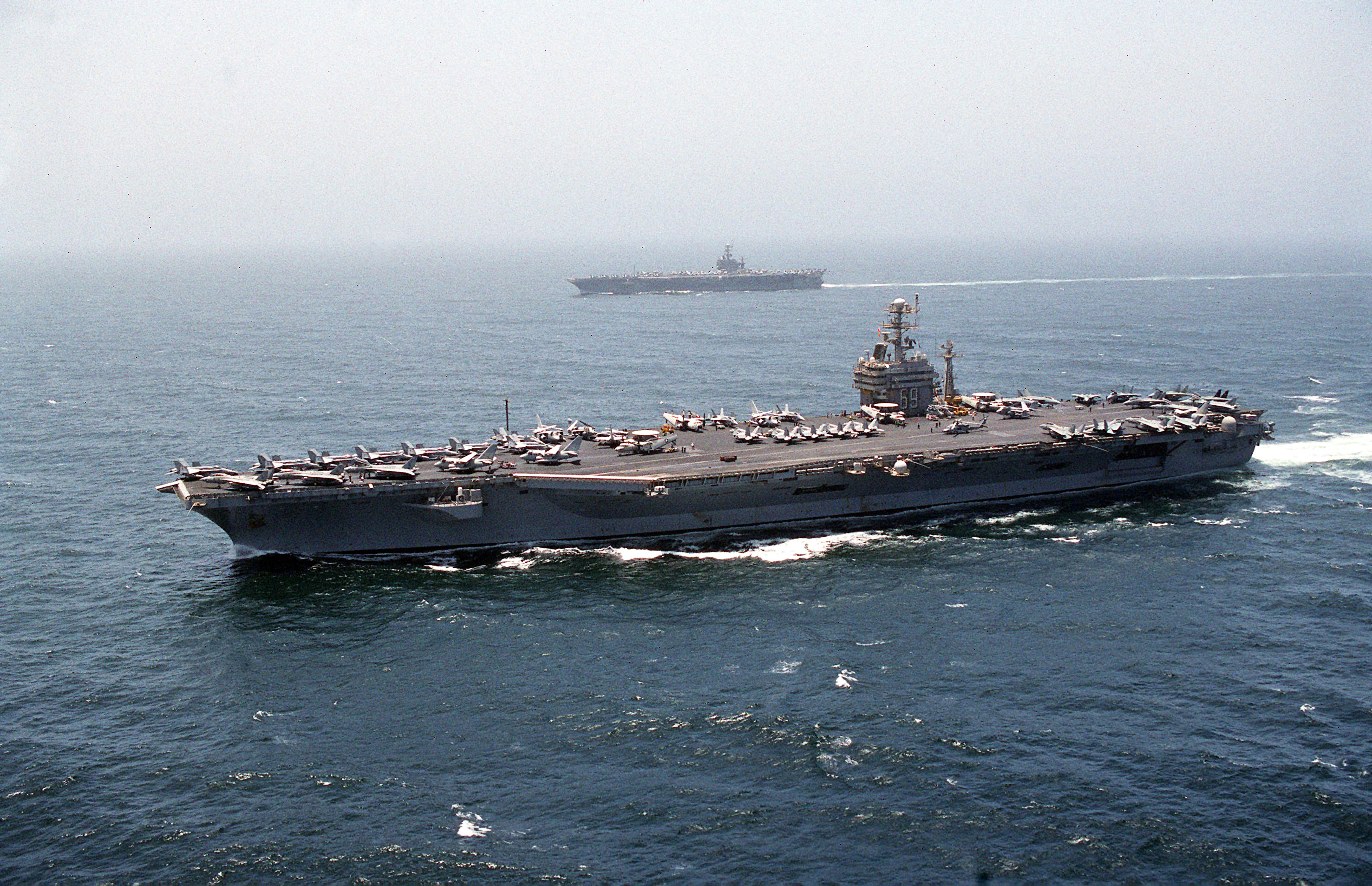
自1969年起，美國航空母艦的命名都由海軍部長「個別考慮」。不過，此後的航空母艦卻偏重以人物、特別是美國總統為名。圖為艾森豪號航空母艦（下）及華盛頓號航空母艦（上）。

美國第一艘航空母艦蘭利號採用了人物命名法，以航空先驅塞繆爾·蘭利為名。後來海軍按照華盛頓海軍條約，把兩艘列星頓級戰列巡洋艦改建為航空母艦，同時將戰列巡洋艦的命名法則：「歷史上的美國軍艦或戰役」（Historic Naval Vessels or battles）移植到航空母艦。
第二次世界大戰期間，海軍稍為修改了航空母艦的命名規則，變成「著名的古今艦隻或重要戰役」（Famous old ships and important battles of our history and present world war）。這項命名規則也應用到新建造的獨立級輕型航空母艦。至於大量建造的護航航空母艦則採用「地名命名法」，以「峽灣、海灣及島嶼」（Sounds, bays, and islands）為名。隨著二戰戰役增多，護航航空母艦的命名法又增加了「著名戰役」一項。
在小羅斯福身故之前，絕大部分航空母艦都根據了常規命名，只有香格里拉號航空母艦例外：「香格里拉」是小說《消失的地平線》的理想國，1942年美國陸軍航空隊的轟炸機由航空母艦起飛，前往空襲東京（即杜立德空襲），但小羅斯福卻巧妙地宣稱飛機由「香格里拉」起飛，避免披露軍事機密。1943年，海軍部長法蘭克·諾克斯宣佈CV-38將以「香格里拉」為名，以隱語紀念參與杜立德空襲的軍兵，並邀得詹姆斯·杜立德的夫人為軍艦擲瓶下水。
1945年4月12日，小羅斯福病逝，航空母艦的命名準則也開始有所變動。當時的海軍部長詹姆斯·福萊斯特向新任美國總統杜魯門提議，將舷號CV-42的航空母艦更名為「富蘭克林·D·羅斯福」，以茲紀念。當時CV-42已經根據常規命名為「珊瑚海」，以紀念著名的「珊瑚海海戰」，而福萊斯特也向杜魯門表明此舉必定會打破原有的命名傳統，但「全國上下都會贊同這個變動」。結果，CV-42成為第一艘以美國總統為名的航空母艦，「人物命名法」在航母再次獲得應用。
冷戰時期，航空母艦在海軍的地位大增，艦名的紀念意義也隨之提升。這使愈來愈多美國航母採用命名常規以外的方法命名，以滿足紀念需要。戰後建成的萊特號航空母艦，以萊特兄弟為名；戰後第一艘成功建造的大型航空母艦「福萊斯特號」，以自殺身亡的海軍部長福萊斯特為名；1956年動工的小鷹號航空母艦，以萊特兄弟試飛的地點為名。為應付日益增加的「特例」，海軍反而要為之設立新的命名依據，使之變為「常例」；航母的命名常規也因此改為較寬鬆的「著名名稱；著名舊艦、重要美國戰役、行動或軍事衝突」（Famous names; Famous ships formerly on the Navy List, and important US battles, operations and engagements.）。然而此舉仍未能適應時局。1964年動工的甘迺迪號航空母艦，就是由林登·詹森總統提議，紀念被刺殺身亡的前總統約翰·甘迺迪。但「甘迺迪」與新的命名常規仍舊不符。
1969年，里拉委員會決定將航母的命名常規大為放寬，變成「個別考慮」（On an individual basis）。然而此舉卻令到航母日益傾向以人物（特別是美國總統）為名：自1968年起，美國海軍一共建造了10艘尼米茲級核動力航空母艦，全部都以人物為名，當中7艘以美國總統為名，2艘以在世的國會議員為名，1艘以過世的海軍上將尼米茲為名。踏入21世紀，首兩艘建造中的福特級核動力航空母艦亦以美國總統為名。不過，這個趨勢在2012年又再出現例外：第三艘福特級航空母艦、尚在籌備階段的CVN-80，於2012年12月被海軍部長雷·馬布斯提早命名為「企業」，以繼承企業號航空母艦的艦名。

### 潛艇：「州分命名法」？

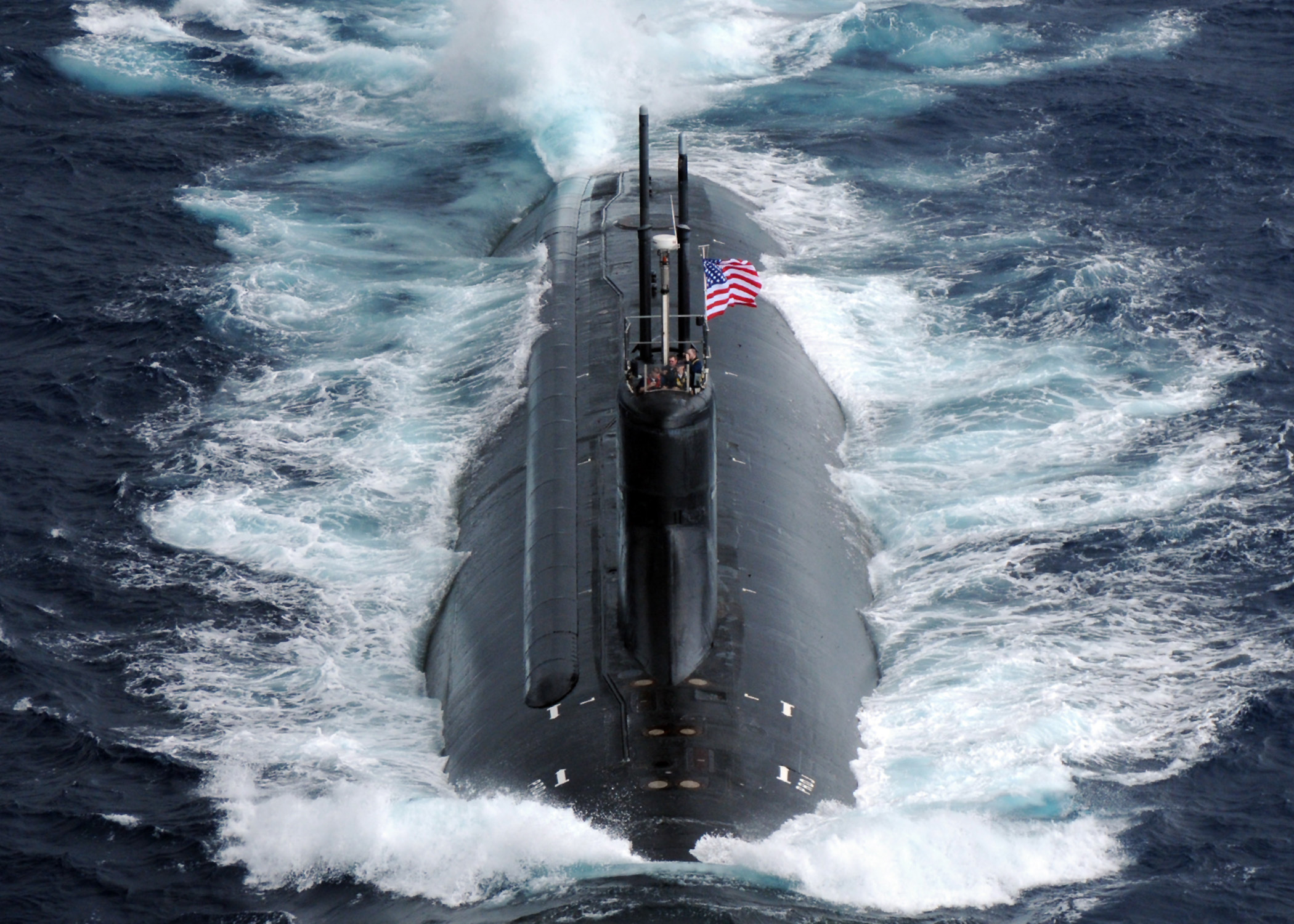
冷戰末期建成的三艘海狼級核潛艇，反映了三種美國潛艇的命名傳統。首艦「海狼號」繼承了舊日著名的海軍潛艇，以及「魚類或深海生物」的命名法則；二號艦「康涅狄格號」（圖）採用了「州分命名法」；而三號艦「詹美·卡特號」則採用了「人名命名法」。不過隨著維珍尼亞級核潛艇繼續建造，潛艇使用「州分命名法」的傳統已基本塵埃落定。

美國潛艇的命名常規在歷史上有多次改動。最早的兩艘美國潛艇（荷蘭號及潛水者號），並未按特定規則命名。自第三艘潛艇開始，海軍制訂了首道命名規則，指潛艇應以「有刺的陸上生物或魚類」（Fish and land creatures that sting）為名。不過到1911年，海軍卻認為潛艇應該按性能以編號命名，令到後來建造的潛艇都沒有採用名詞命名。要到1931年，海軍部長才下令潛艇以「魚類或深海生物」為名。首批按照這套常規重新命名的潛艇是V級潛艇：首艦梭魚號在1924年建成時的舷號為SF-4，艦名為V-1，在1931年按照新常規更名為「梭魚」（Barracuda）。至於一戰時期建成的潛艇，大多沿用編號為名。
1931年至1947年間，絕大部分的美國潛艇都使用「魚類或深海生物」為名，只有舷號SS-179的潛水者號及舷號SS-278的蠍子號例外。兩艦都是繼承了舊艦的艦名。
1947年，福萊斯特修改了潛艇的命名準則，改為以「第二次世界大戰期間贏得名望的海軍潛艇」為名。由於這些二戰潛艇大多採用「魚類或深海生物」為名，所以「魚類命名法」在名義上仍然持續使用。不過到1960年代，海軍獲准增建多艘彈道導彈潛艇，以對蘇聯執行核阻嚇任務。由於彈道導彈潛艇與核子攻擊潛艇有別，新艦的命名隨即出現紛爭。
在彈道導彈潛艇方面，海軍內部主要在「二戰著名潛艇」及「魚類或深海生物」之間爭持不下。然而海曼·里科弗介入事件後，彈道導彈潛艇卻改為使用第三種命名規則：「人物命名法」。里科佛成功說服海軍部長，使用「傑出的美國人」命名彈道導彈潛艇（SSBN）。故此自喬治·華盛頓級核潛艇起，大部分的彈道導彈潛艇都採用美國總統、政治家及軍官為名。後來由於部分彈道導彈潛艇使用了外國人物命名，1969年的里拉委員會又再修改命名常規，改為「對民主發展有傑出貢獻的美國人或外國人」。
另一方面，新一代的核子攻擊潛艇（SSN）在1960年代仍然採用「二戰著名潛艇」為名，令到「魚類命名法」得以繼續使用。但到1971年，海軍部長約翰·查菲卻先後將舷號SSN-680、SSN-685、SSN-686及SSN-687的核潛艇以去世的國會議員為名，然後又宣佈688級核潛艇將全數採用「美國城市」為名。這幾個決定使到「魚類命名法」遭到海軍摒棄。後來里科弗被問及這些決定時，更打趣說道：「因為魚類沒權投票！」（Fish don't vote!）
1971年後，彈道導彈潛艇及核子攻擊潛艇各自的命名方式仍有連番轉折。1975年，海軍部長約翰·威廉·米登道夫宣佈新一批彈道導彈核潛艇（俄亥俄級核潛艇）將使用「州分命名法」，而放棄「人物命名法」。
至於核子攻擊潛艇方面，海軍部長約翰·雷曼將1980年代末的SSN-21級潛艇首艦命名為「海狼」，嘗試重新使用「魚類命名法」；但下任海軍部長尚恩·奧基菲卻把海狼級的二號艦命名為「康涅狄格」，採用了「州分命名法」；而再下任海軍部長約翰·道頓，則把SSN-23命名為「詹美·卡特」（Jimmy Carter），使用了「人名命名法」。由於海狼級的三艘潛艇採用了截然不同的命名，使到潛艇的命名常規似乎有所模糊。不過隨著冷戰結束，「新式核子攻擊潛艇」（New SSN，維珍尼亞級核潛艇）又大多採用「州分命名法」，「州分命名法」逐漸成為新造潛艇的命名慣例。
2010年代末，美國潛艇的命名開始出現轉折。首先是2016年，海軍宣佈將新世代的彈道導彈潛艇（SBNX）的首艦命名為「哥倫比亞」（Columbia）。這是美國海軍史上第一艘以哥倫比亞特區為名的軍艦，過去的哥倫比亞號絕大多數是以南卡羅萊納州首府哥倫比亞為名。2020年，在威斯康星州聯邦參議員羅恩·詹森（共和黨籍）和塔米·鮑德溫（民主黨籍）爭取下，海軍宣佈將哥倫比亞級二號艦命名為「威斯康星」。這時美國海軍已經有48艘現役或籌建軍艦採用州份命名法，只有肯薩斯州和南卡羅萊納州尚未使用。由於俄亥俄级核潜艇預計到2026年財政年度才開始退役，海軍可能有一段時間沒有空餘州份命名新造軍艦。
2020年到2021年，海軍重新採用「魚類命名法」，將SSN-804、SSN-805、SSN-806和SSN-807依次命名為魮魚號（USS Barb）、刺尾鯛號（USS Tang）、刺鮁魚號（USS Wahoo）和銀漢魚號（USS Silversides），以紀念四艘同名的攻擊潛艇：SS-220、SS-306、SS-238和SS-236。

### 兩棲戰艦：「海軍陸戰隊參與的戰役或陸戰隊軍官」

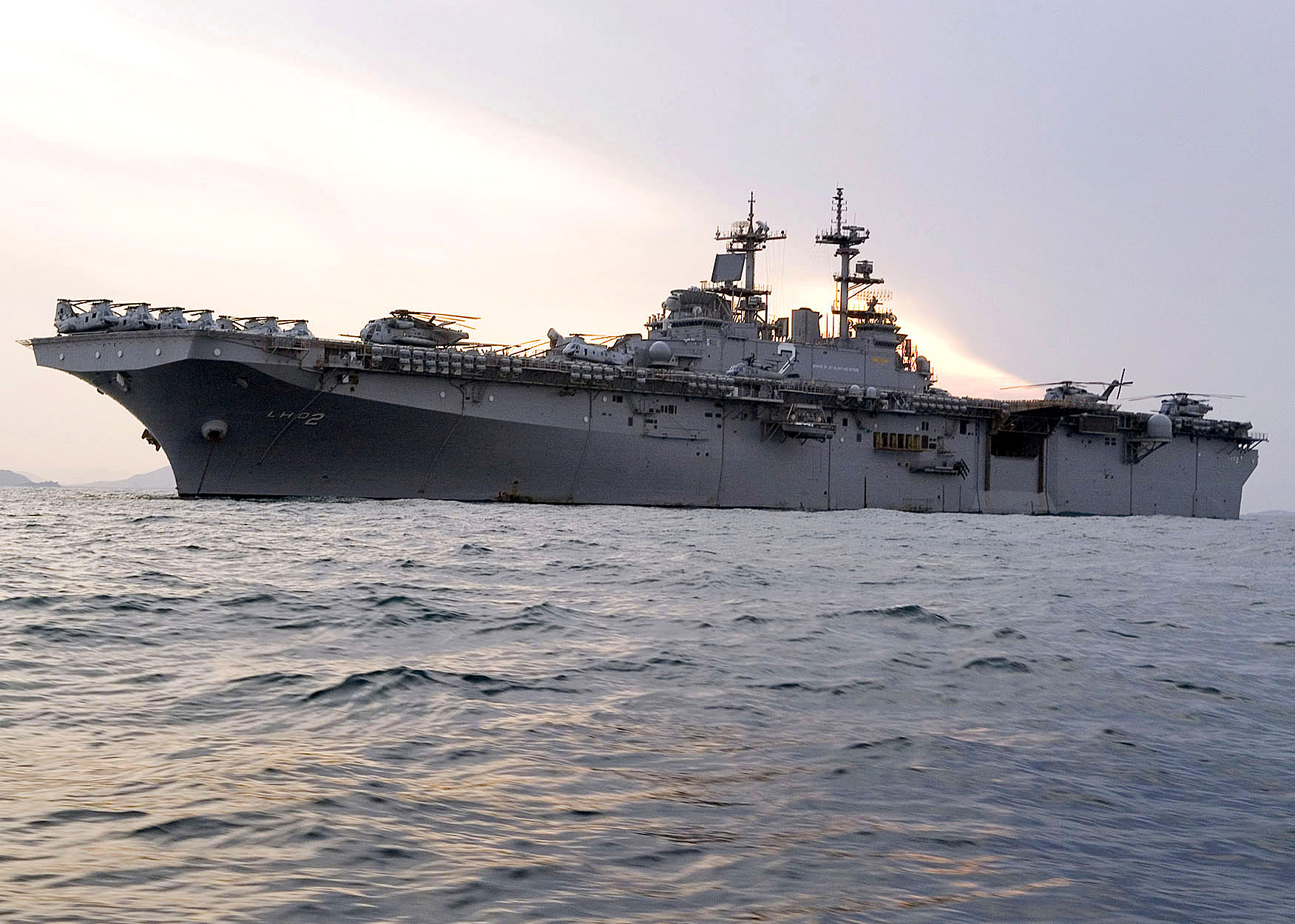
圖為黃蜂級兩棲突擊艦的二號艦「艾塞克斯號」。截至2012年，美國的兩棲突擊艦名義上採用「海軍陸戰隊參與的戰役或陸戰隊軍官」為命名準則，但未來仍存有變數。

兩棲戰艦在美國海軍的歷史，始於1950年代。當時海軍將三艘艾塞克斯級航空母艦及一艘卡薩布蘭卡級護航航空母艦改裝為直升機登陸艦（LPH），專職搭載海軍陸戰隊及直升機登陸作戰。由於這些軍艦源於航空母艦，海軍部長湯馬士·S·蓋茨決定沿用當時航空母艦的命名常規，以「歷史上的美國名艦或重要戰役」命名日後建造的兩棲戰艦。蓋茨亦考慮到兩棲戰艦與海軍陸戰隊的關係密切，特別強調選用艦名時應該優先考慮陸戰隊曾經參與的戰役。
1960年，第一艘全新建造的直升機登陸艦下水，並以「硫磺島」為名，紀念硫磺島戰役。「硫磺島」不但可紀念陸戰隊在二次大戰參與的重要戰役，同時也繼承了航空母艦以「重要戰役」為名的規則。事實上，海軍就曾把CV-46命名為「硫磺島」，只是該艦因二戰結束而被取消建造。
1960年代，海軍部長保羅·尼采將兩棲戰艦的命名常規作出更改，變成「海軍陸戰隊曾經參與的戰役、或與戰役相關的城市名稱、或繼承前艦艦名」。這次修改使到兩棲戰艦也有機會使用「城市命名法」。比如硫磺島級直升機登陸艦的六號艦以「新奧爾良」為名，紀念1812年戰爭中的新奧爾良戰役。不過，海軍陸戰隊在這場戰役的角色非常輕微，只有58人參戰。至於其他的硫磺島級命名，大致也與新修訂的常規一致，但與海軍陸戰隊的關係更加緊密，包括「沖繩」（沖繩戰役）、「瓜島」（瓜島戰役）、「關島」（關島戰役）、「的黎波里」（第二次的黎波里港口戰役）及「仁川」（仁川戰役）。
1970年代初，海軍設計新一代的兩棲突擊艦（LHA，首批為塔拉瓦級兩棲突擊艦）。這批軍艦設有「井圍甲板」（Well Deck），方便登陸船隻運作，繼續沿用舊有常規。塔拉瓦級的首四艦分別以「塔拉瓦」（塔拉瓦戰役）、「塞班島」（塞班島戰役）、「貝勞森林」（貝勞森林戰役）及「拿騷」（繼承拿騷號護航航空母艦艦名），與常規一致；至於第五艦（LHA-5）則曾經打破命名傳統，以陸戰隊在越戰戰場的基地「峴港」為名。不過北越在1975年消滅南越後，海軍把LHA-5改名為「貝里琉」，以紀念貝里琉戰役。
踏入1980年代，兩棲戰艦的命名因時局變化而有所變動。由於大部分的艾塞克斯級航空母艦已經退役，兼且航空母艦的命名常規已更改為「個別考慮」，使到很多著名航母的艦名無以為繼。適逄海軍開始建造更加大型的兩棲突擊艦（直升機船塢登陸艦，LHD），而這些軍艦更可供陸戰隊的AV-8攻擊機起飛，儼如輔助航母。結果，海軍部長約翰·雷曼將兩棲戰艦的命名常規更改，變成以「著名艦隻」優先。這使黃蜂級兩棲突擊艦的首四艦，都繼承了退役的艾塞克斯級航空母艦的艦名。
不過，雷曼的決定卻令到海軍陸戰隊甚為不滿，雙方開始在國會上互相角力。後來老布殊任內的海軍部長亨利·加列特，將LHD-5命名為「巴丹」。這個艦名雖然可解讀為紀念巴丹戰役，但加列特卻宣佈LHD-5是要紀念巴丹號航空母艦。後來的LHD-6以「好人理查」為名，也是繼承舊日的航空母艦艦名（CV-31）。到克林頓政府時期，陸戰隊終於取得部分成果。當時海軍打算將LHD-7命名為「大黃蜂」（Hornet）或「卡伯特」（Cabot），但國會卻通過一項決議，要求LHD-7以「硫磺島」為名，並希望以後的兩棲戰艦都以「海軍陸戰隊參與的戰役或陸戰隊軍官」為名。海軍部長約翰·道頓只好聽從國會建議，並特別強調LHD-7是要紀念陸戰隊在硫磺島戰役的貢獻，沒有提及繼承艾塞克斯級航空母艦艦名。接著的LHD-8以「馬金島」為名，紀念馬金島戰役，似乎跟隨了新的常規。
雖然海軍在1990年代認可了「海軍陸戰隊參與的戰役或陸戰隊軍官」的命名常規，但當海軍建造新一代直升機登陸突擊艦（LHA）時，卻將首艦LHA-6命名為「美利堅」。2012年，海軍部長雷·馬布斯向陸戰隊及海軍軍令部徵詢美利堅級兩棲突擊艦的二號艦的命名意見，最後各方一共提出了三個選擇：「仁川」、「布干維爾」（布干維爾島戰役）及「的黎波里」。三個名稱都與海軍陸戰隊參與的戰役相關。馬布斯最後選擇以「的黎波里」命名LHA-7。2014年5月30日，馬布斯正式宣佈「的黎波里」的艦名命名，基本確立兩棲突擊艦採用「海軍陸戰隊參與的戰役或陸戰隊軍官」的命名方法。

## 各種軍艦的命名常規簡表（2021年版本）
本列表根據美國海軍部於2012年向國會提交的報告，以及2021年美國國會調查局（Congressional Research Service）的簡報編成。
| 舷號      | 艦種               | 常規                                                 | 近例                                                | 新近例外命名                                            |
| --------- | ------------------ | ---------------------------------------------------- | --------------------------------------------------- | ------------------------------------------------------- |
| IX        | 44門炮護衛艦       | 「美國憲法的要義或象徵」                             | 憲法號護衞艦                                        |                                                         |
| SSN、SSBN | 潛艇               | 「美國州分」                                         | 俄亥俄級核潛艇、維珍尼亞級核潛艇                    | 海曼·里科弗號潛艇 (SSN-795)（2015年1月命名，海軍軍官）  |
| CVN       | 航空母艦           | 「個別考慮」                                         | 尼米茲級航空母艦、福特級航空母艦                    |                                                         |
| CG        | 導彈巡洋艦         | 「歷史上的美國名艦或重要戰役」                       | 提康德羅加級導彈巡洋艦                              | 湯馬斯·蓋茲號導彈巡洋艦 (CG-51)（1987年服役，海軍部長） |
| DDG       | 導彈驅逐艦         | 「去世的海軍、陸戰隊或海岸防衛隊軍兵，以及海軍部長」 | 阿利·伯克級導彈驅逐艦                               | 丹尼爾·井上號驅逐艦（2013年命名，國會議員）             |
| FFG       | 導彈巡防艦         | 「去世的海軍、陸戰隊或海岸防衛隊軍兵，以及海軍部長」 | 派里級巡防艦                                        | 星座級巡防艦                                            |
| LCS       | 近岸戰鬥艦         | 「美國重要地區城鎮」                                 | 自沃思堡號起的自由級及獨立級近岸戰鬥艦              | 坎培拉號瀕海戰鬥艦（2018年命名，同名澳洲軍艦）          |
| LHA、LHD  | 大甲板兩棲突擊艦   | 「海軍陸戰隊參與的戰役或陸戰隊軍官」                 | 黃蜂級兩棲突擊艦                                    | 美利堅號兩棲突擊艦                                      |
| LPD       | 兩棲船塢運輸艦     | 「主要美國城鎮、曾受到九一一襲擊的美國城市」         | 聖安東尼奧級兩棲船塢運輸艦                          | 約翰·穆爾沙號兩棲船塢運輸艦（2010年命名，國會議員）     |
| LSD       | 船塢登陸艦         | 「美國歷史城鎮」                                     | 惠德比島級船塢登陸艦（Whidbey Island class）        |                                                         |
| MCM       | 水雷對抗艦         | 「一般合理動聽的名稱」                               | 復仇者級反水雷艦（Avenger class）                   |                                                         |
| T-AOE     | 快速戰鬥支援艦     | 「著名美國運輸艦」                                   | 供应级快速战斗支援舰（Supply class）                |                                                         |
| T-AKE     | 乾貨及彈藥運輸船   | 「著名美國探險家、拓荒者、開拓者」                   | 劉易斯與克拉克級物資補給艦（Lewis and Clark-class） | 麥格·艾佛斯號運輸艦（2013年命名，民權運動領袖）         |
| T-AO      | 海上補給油船       | 「爭取民權和人權的重要人物」（2016年1月制定）        | 約翰·劉易斯級油料補給艦                             |                                                         |
| JHSV      | 陸海軍聯合高速船艦 | 「小型美國市鎮」                                     | 先鋒級遠征快速運輸船                                |                                                         |
| LCC       | 指揮艦             | 「美國山脈」                                         | 藍嶺級兩棲指揮艦                                    |                                                         |
| AS        | 潛艇補給艦         | 「潛艇研發先驅」                                     | 埃默里·S·蘭德級潛艇補給艦                           |                                                         |
| ARS       | 維修及打撈船       | 「與打撈相關的名詞」                                 | 保障級救援打撈船                                    |                                                         |
| N/A       | 各式拖船           | 「美洲原住民部族或著名原住民人士」                   | 波瓦坦級遠洋拖船                                    |                                                         |
| T-AGOS    | 海洋研究船         | 「與正面的特徵、能力或成就相關的形容詞」             | 無瑕號研究船                                        |                                                         |
| PC        | 沿海巡邏艇         | 「天氣相關」                                         | 颶風級沿海巡邏艇                                    |                                                         |